# Paredes de Coura
Pour les articles homonymes, voir Paredes.
Paredes de Coura est une municipalité (en portugais : concelho ou município) du Portugal, située dans le district de Viana do Castelo et la région Nord.

## Géographie
Paredes de Coura est limitrophe :
- au nord, de Valença et Monção
- à l’est, d'Arcos de Valdevez
- au sud de Vila Nova de Cerveira

## Démographie
| 1801  | 1849   | 1900   | 1930   | 1960   | 1981   | 1991   | 2001  | 2004  |
| ----- | ------ | ------ | ------ | ------ | ------ | ------ | ----- | ----- |
| 8 963 | 10 618 | 13 091 | 14 412 | 14 886 | 11 311 | 10 442 | 9 571 | 9 409 |

## Culture
Paredes de Coura est très réputé par son festival de rock : Festival de Paredes de Coura.

## Subdivisions
La municipalité de Paredes de Coura groupe 21 paroisses (freguesia, en portugais) :
- Agualonga
- Bico
- Castanheira
- Cossourado
- Coura
- Cristelo
- Cunha
- Ferreira
- Formariz
- Infesta
- Insalde
- Linhares
- Mozelos
- Padornelo
- Parada
- Paredes de Coura
- Porreiras
- Resende
- Romarigães
- Rubiães
- Vascões